# Парни музкоманды
«Парни музкоманды» — художественный фильм по повести Микаела Шатиряна «Музыкантская команда», снятый Генрихом Маляном совместно с Генрихом Маркаряном на киностудии Арменфильм в 1960 году. Премьера состоялась 10 апреля 1961 года.

## Сюжет
Накануне установления советской власти в Армении большевик Цолак Дарбинян ведёт революционную работу в музкоманде дашнакской армии и вместе с музыкантами встречает приход Красной армии в Ереван.

## В ролях
- Левон Тухикян — Цолак Дарбинян (дублирование - Анатолий Кузнецов)
- Фрунзик Мкртчян — Арсен, фельдфебель (дублирование - Виктор Файнлейб)
- Армен Хостикян — Завен (дублирование - Константин Тыртов)
- Рубен Мкртчян — Гагик, «Чижик» (дублирование - Игорь Безяев)
- Маис Карагезян — Вардкес (дублирование - Виктор Маркин)
- Ким Ерицян — Киракос, «Дьячок» (дублирование - Ян Янакиев)
- Арман Котикян — Йоганн Штерлинг, капитан, дирижёр (дублирование - Анатолий Кубацкий)
- Валентин Маргуни — мистер Нокс (дублирование - Борис Кордунов)
- Лоренц Арушанян — эпизод
- Хачик Назаретян — Багратуни, командир полка (дублирование - Алексей Алексеев)
- Гаруш Хажакян — Тигран (дублирование - Олег Мокшанцев)
- Сос Саркисян — Арташес